# Elliptikus koordináta-rendszer

Elliptikus koordináta-rendszer

A geometriában az elliptikus koordináta-rendszer olyan kétdimenziós ortogonális koordináta-rendszer, melynek koordinátavonalai konfokális ellipszisek és hiperbolák. Az {\displaystyle F_{1}} és {\displaystyle F_{2}} fókuszpontokat rendszerint egy Descartes-féle koordináta-rendszer {\displaystyle x}-tengelyén, az {\displaystyle x=-a} és {\displaystyle x=+a} pontokban veszik fel.

## Alapdefiníció

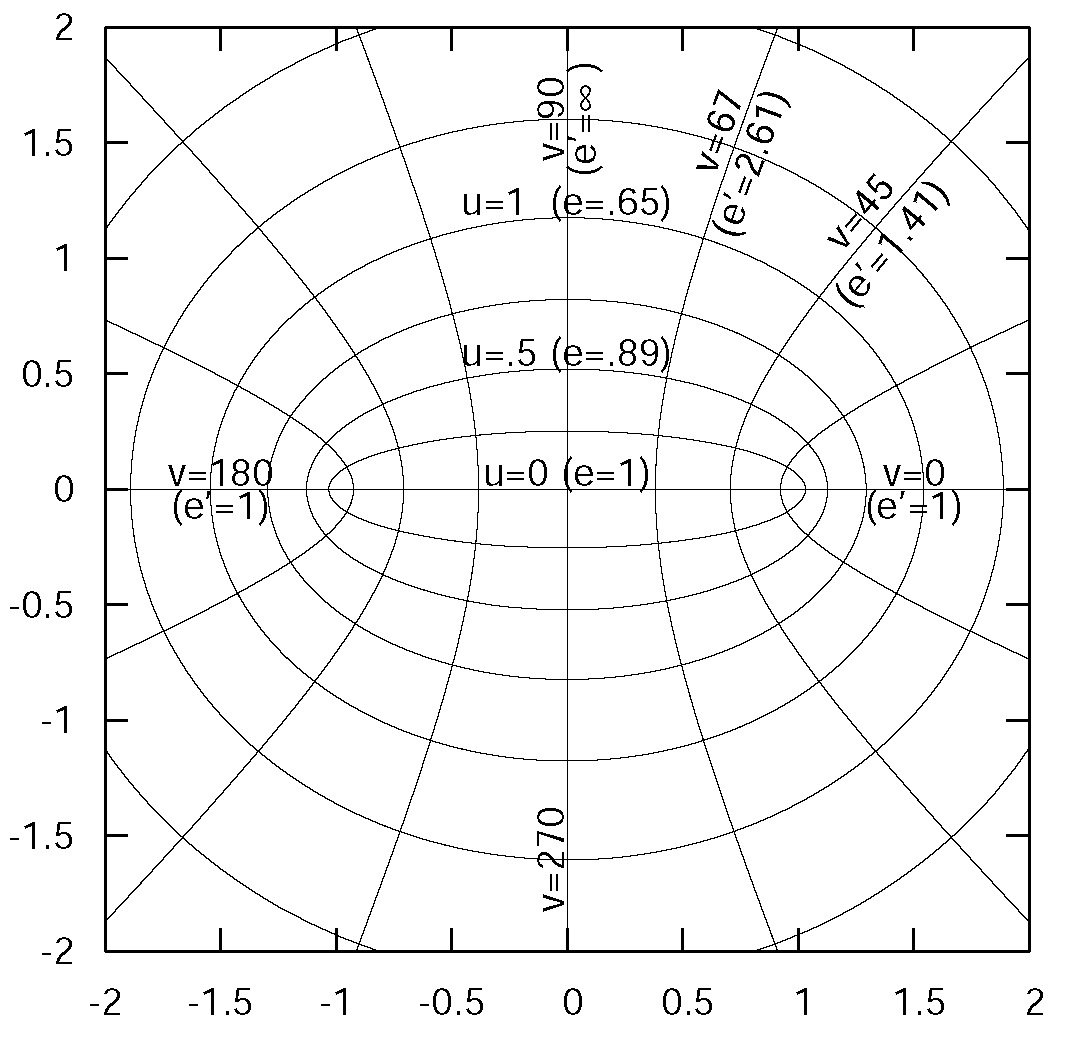
Elliptikus koordináták a = 1 esetén. A numerikus excentricitást itt e jelöli

A {\displaystyle (\mu ,\nu )} elliptikus koordináták leggyakoribb definíciója:
{\displaystyle x=a\ \operatorname {ch} \mu \ \cos \nu }
{\displaystyle y=a\ \operatorname {sh} \mu \ \sin \nu }
ahol {\displaystyle \mu } nemnegatív valós szám és {\displaystyle \nu \in [0,2\pi ].}
Komplex síkon egy ekvivalens kapcsolat:
{\displaystyle x+iy=a\ \operatorname {ch} (\mu +i\nu )}
Ezek a definíciók ellipsziseknek és hiperboláknak felelnek meg. Az
{\displaystyle {\frac {x^{2}}{a^{2}\operatorname {ch} ^{2}\mu }}+{\frac {y^{2}}{a^{2}\operatorname {sh} ^{2}\mu }}=\cos ^{2}\nu +\sin ^{2}\nu =1}
trigonometrikus azonosság mutatja, hogy a konstans {\displaystyle \mu }-höz tartozó koordinátavonalak ellipszisek, míg a 
{\displaystyle {\frac {x^{2}}{a^{2}\cos ^{2}\nu }}-{\frac {y^{2}}{a^{2}\sin ^{2}\nu }}=\operatorname {ch} ^{2}\mu -\operatorname {sh} ^{2}\mu =1}
mutatja, hogy a konstans  {\displaystyle \nu }-höz tartozók hiperbolák. {\displaystyle \mu =0} esetén az ellipszis koordinátavonal a két gyújtópontot összekötő szakasszá fajul. {\displaystyle \nu =0} esetén a hiperbola az {\displaystyle \left[a,\infty \right[} félegyenessé fajul el az {\displaystyle x}-tengelyen,  {\displaystyle \nu =\pi } esetén a hozzá tükörszimmetrikus félegyenessé az {\displaystyle x}-tengely negatív felén. {\displaystyle \nu ={\tfrac {\pi }{2}}} és {\displaystyle \nu ={\tfrac {3\pi }{2}}} esetén a koordinátavonal az {\displaystyle y}-tengely pozitív, illetve negatív fele.
Az összes ellipszis és hiperbola lineáris excentricitása megegyezik: {\displaystyle e=a}. Azokon az ellipsziseken, ahol {\displaystyle \mu } konstans, a nagytengely {\displaystyle \alpha =a\operatorname {ch} \mu }, a kistengely {\displaystyle \beta =a\operatorname {sh} \mu } és numerikus excentricitása {\displaystyle \varepsilon ={\tfrac {1}{\operatorname {ch} \mu }}}. Azokon a hiperbolákon, ahol {\displaystyle \nu } konstans, a valós féltengely {\displaystyle \alpha =a\cos \nu }, a képzetes féltengely {\displaystyle \beta =a\sin \nu }, és a numerikus excentricitás {\displaystyle \varepsilon ={\tfrac {1}{\cos \nu }}}.
Az ábrázolás ebben a koordináta-rendszerben azért lehetséges, mivel a koszinusz hiperbólikusz és a szinusz hiperbólikusz, illetve a koszinusz és a szinusz triviálisan kielégíti az ellipszisek kis és nagytengelye, illetve a hiperbolák valós és képzetes tengelye közötti kapcsolatot.

### Skálázási tényezők
Az ortogonális koordináta-rendszerekben a bázisvektorok hosszai skálázási tényezőkként ismertek. A {\displaystyle (\mu ,\nu )} elliptikus koordináták skálázási tényezői:
{\displaystyle h_{\mu }=h_{\nu }=a{\sqrt {\operatorname {sh} ^{2}\mu +\sin ^{2}\nu }}=a{\sqrt {\operatorname {ch} ^{2}\mu -\cos ^{2}\nu }}.}
A hiperbolikus és a trigonometrikus függvények kétszeres szögekre vonatkozó azonosságainak felhasználásával:
{\displaystyle h_{\mu }=h_{\nu }=a{\sqrt {{\frac {1}{2}}(\operatorname {ch} 2\mu -\cos 2\nu )}}.}
Így a felszínelem
{\displaystyle dA=h_{\mu }h_{\nu }d\mu d\nu =a^{2}\left(\operatorname {sh} ^{2}\mu +\sin ^{2}\nu \right)d\mu d\nu =a^{2}\left(\operatorname {ch} ^{2}\mu -\cos ^{2}\nu \right)d\mu d\nu ={\frac {a^{2}}{2}}\left(\operatorname {ch} 2\mu -\cos 2\nu \right)d\mu d\nu }
és a Laplace-operátor
{\displaystyle \nabla ^{2}\Phi ={\frac {1}{a^{2}\left(\operatorname {sh} ^{2}\mu +\sin ^{2}\nu \right)}}\left({\frac {\partial ^{2}\Phi }{\partial \mu ^{2}}}+{\frac {\partial ^{2}\Phi }{\partial \nu ^{2}}}\right)={\frac {1}{a^{2}\left(\operatorname {ch} ^{2}\mu -\cos ^{2}\nu \right)}}\left({\frac {\partial ^{2}\Phi }{\partial \mu ^{2}}}+{\frac {\partial ^{2}\Phi }{\partial \nu ^{2}}}\right)={\frac {2}{a^{2}\left(\operatorname {ch} 2\mu -\cos 2\nu \right)}}\left({\frac {\partial ^{2}\Phi }{\partial \mu ^{2}}}+{\frac {\partial ^{2}\Phi }{\partial \nu ^{2}}}\right).}
A további differenciáloperátorok, mint {\displaystyle \nabla \cdot \mathbf {F} } és {\displaystyle \nabla \times \mathbf {F} } kifejezhetők a  {\displaystyle (\mu ,\nu )} koordinátákkal úgy, hogy behelyettesítjük a skálázási tényezőket az ortogonális koordináta-rendszerek általános képleteibe.

## Transzformációk
A  {\displaystyle (\mu ,\nu )\rightarrow (x,y)} transzformációhoz a fenti jelöléseket használjuk. 
Az {\displaystyle (x,y)\rightarrow (\mu ,\nu )} inverz transzformációkhoz a koordináta-rendszer alapötletét kell figyelembe venni. Eszerint az  {\displaystyle (x,y)} pontnak rajta kell lennie egy ellipszisen és egy vele konfokális hiperbolán. Ezek féltengelyeit jelölje  {\displaystyle (\alpha ,\beta )}. Az ellipszis és a hiperbola egyenletének felhasználásával:
{\displaystyle {\frac {x^{2}}{\alpha ^{2}}}+{\frac {y^{2}}{\beta ^{2}}}=1={\frac {x^{2}}{(a\operatorname {ch} \mu )^{2}}}+{\frac {y^{2}}{(a\operatorname {sh} \mu )^{2}}}}
{\displaystyle {\frac {x^{2}}{\alpha ^{2}}}-{\frac {y^{2}}{\beta ^{2}}}=1={\frac {x^{2}}{(a\cos \nu )^{2}}}-{\frac {y^{2}}{(a\sin \nu )^{2}}}}
Ezeket az egyenleteket kielégíti a fent leírt Descartes-koordináta-rendszer. 
Alkalmazzuk most az alapvető hiperbolikus és trigonometrikus összefüggéseket:
{\displaystyle \sin ^{2}x+\cos ^{2}x=1}
{\displaystyle \operatorname {ch} ^{2}x-\operatorname {sh} ^{2}x=1}
ez alapján levezethető a következő transzformációleírás:
{\displaystyle a^{2}{\operatorname {sh} }^{2}\mu ={\frac {x^{2}+y^{2}-a^{2}}{2}}+{\sqrt {\left({\frac {x^{2}+y^{2}-a^{2}}{2}}\right)^{2}+a^{2}y^{2}}}=m+{\sqrt {m^{2}+a^{2}y^{2}}}}
{\displaystyle a^{2}\sin ^{2}\nu =-{\frac {x^{2}+y^{2}-a^{2}}{2}}+{\sqrt {\left({\frac {x^{2}+y^{2}-a^{2}}{2}}\right)^{2}+a^{2}y^{2}}}=-m+{\sqrt {m^{2}+a^{2}y^{2}}}}
ahol {\displaystyle m:={\tfrac {x^{2}+y^{2}-a^{2}}{2}}}.

## Alternatív definíció
Néha másként definiálják az elliptikus koordinátákat, azaz a koordináták  {\displaystyle (\sigma ,\tau )}, ahol  {\displaystyle \sigma =\operatorname {ch} \mu } és {\displaystyle \tau =\cos \nu }. Így a konstans {\displaystyle \sigma }-hoz tartozó koordinátavonalak ellipszisek, és a konstans {\displaystyle \tau }-hoz tartozók hiperbolák. A {\displaystyle \tau } koordináta a [-1, 1] intervallumba kell, hogy essen, míg a  {\displaystyle \sigma } koordinátának eleget kell tennie a  {\displaystyle \sigma \geq 1} egyenlőtlenségnek.
A {\displaystyle (\sigma ,\tau )} koordináták egyszerű kapcsolatban állnak az {\displaystyle F_{1}} {\displaystyle (-a,0)} és {\displaystyle F_{2}} {\displaystyle (+a,0)} fókuszpontok távolságával. A sík minden pontja esetén a {\displaystyle d_{1}+d_{2}} fókuszoktól mért távolság megegyezik a {\displaystyle 2a\sigma }-val, míg a {\displaystyle d_{1}-d_{2}} különbség egyenlő {\displaystyle 2a\tau }-val. Emiatt a {\displaystyle F_{1}}-től mért távolság {\displaystyle a(\sigma +\tau )}, illetve az  {\displaystyle F_{2}}-től vett távolsága {\displaystyle a(\sigma -\tau )}.
Ezeknek a koordinátáknak az a hátránya, hogy több ponthoz is ugyanazokat a koordinátákat rendeli. Így a (x,y) és az (x,-y) Descartes-koordinátájú pontok ugyanazt a {\displaystyle (\sigma ,\tau )} elliptikus koordinátáját kapják. Ezzel a visszatérés a Descartes-koordinátákra nem egyértelmű. 
{\displaystyle x=a\left.\sigma \right.\tau }
{\displaystyle y^{2}=a^{2}\left(\sigma ^{2}-1\right)\left(1-\tau ^{2}\right).}

### Alternatív skálázási tényezők
A {\displaystyle (\sigma ,\tau )} koordinátákkal ellátott alternatív elliptikus koordináta-rendszer skálázási tényezői: 
{\displaystyle h_{\sigma }=a{\sqrt {\frac {\sigma ^{2}-\tau ^{2}}{\sigma ^{2}-1}}}}
{\displaystyle h_{\tau }=a{\sqrt {\frac {\sigma ^{2}-\tau ^{2}}{1-\tau ^{2}}}}.}
Így a felszínelem:
{\displaystyle dA=a^{2}{\frac {\sigma ^{2}-\tau ^{2}}{\sqrt {\left(\sigma ^{2}-1\right)\left(1-\tau ^{2}\right)}}}d\sigma d\tau }
és a Laplace-operátor:
{\displaystyle \nabla ^{2}\Phi ={\frac {1}{a^{2}\left(\sigma ^{2}-\tau ^{2}\right)}}\left[{\sqrt {\sigma ^{2}-1}}{\frac {\partial }{\partial \sigma }}\left({\sqrt {\sigma ^{2}-1}}{\frac {\partial \Phi }{\partial \sigma }}\right)+{\sqrt {1-\tau ^{2}}}{\frac {\partial }{\partial \tau }}\left({\sqrt {1-\tau ^{2}}}{\frac {\partial \Phi }{\partial \tau }}\right)\right].}
A további differenciáloperátorok, mint {\displaystyle \nabla \cdot \mathbf {F} } és {\displaystyle \nabla \times \mathbf {F} } kifejezhetők a  {\displaystyle (\sigma ,\tau )} koordinátákkal úgy, hogy behelyettesítjük a skálázási tényezőket az ortogonális koordináta-rendszerek általános képleteibe.

## Magasabb dimenziókban
Az elliptikus koordináta-rendszer többféleképpen is általánosítható:
- Az elliptikus hengerkoordináta-rendszer megkapható a {\displaystyle z}-irányba vetítéssel.
- A lapított ellipszoid koordináta-rendszer megkapható az {\displaystyle y}-tengely körüli forgatással (ami szétválasztja a fókuszokat)
- A nyújtott ellipszoid koordináta-rendszer megkapható az {\displaystyle x}-tengely körüli forgatással (ami összeköti a fókuszokat)
- Az ellipszoid koordináta-rendszer az elliptikus koordináta-rendszer formális definíciójának kiterjesztésével kapható. Koordinátafelületei ellipszoidok, egy és két köpenyű hiperboloidok.[1]

## Alkalmazások
Az elliptikus koordináta-rendszer klasszikus alkalmazásai parciális differenciálegyenletek megoldása, például Laplace egyenlete és a Helmholtz-egyenlet. Ezekben a rendszerekben az elliptikus koordináták természetes leírást adnak, ami lehetővé teszi a változók szétválasztását. Ilyen példa egy molekula elektronjai vagy ellipszis alakú bolygópályák.
A H2+-molekula Schrödinger-egyenlete a Born-Oppenheimer-megközelítésben teljesen szeparálható ebben a koordináta-rendszerben, de analitikusan nem oldható meg, mivel az energia és a szeparációs konstans két-két szétválasztott egyenletében explicit megjelennek.
Hasznosnak bizonyulhatnak az elliptikus koordináták geometriai tulajdonságai is. Egy tipikus példa integráció az összes olyan {\displaystyle \mathbf {p} } és {\displaystyle \mathbf {q} } vektorpáron, ahol {\displaystyle \mathbf {p} } és {\displaystyle \mathbf {q} } összege egy konstans {\displaystyle \mathbf {r} } vektor. Az integrandus pedig a {\displaystyle \left|\mathbf {p} \right|} és {\displaystyle \left|\mathbf {q} \right|} vektorhosszak függvénye. Ekkor a koordináta-rendszert úgy vesszik fel, hogy az {\displaystyle x}-tengely pozitív iránya az {\displaystyle \mathbf {r} } vektorral megegyezzen, vagyis {\displaystyle \mathbf {r} =2a\mathbf {\hat {x}} }. Például  {\displaystyle \mathbf {r} }, {\displaystyle \mathbf {p} } és {\displaystyle \mathbf {q} } rendre egy részecske momentuma és dekompozíciós komponensei, és az integrandus magában foglalja a komponensekhez tartozó mozgási energiát, ami a momentumok négyzetösszegével arányos.

## Fordítás
- Ez a szócikk részben vagy egészben  az   Elliptic coordinate system című angol Wikipédia-szócikk fordításán alapul.  Az eredeti cikk szerkesztőit annak laptörténete sorolja fel. Ez a jelzés csupán a megfogalmazás eredetét és a szerzői jogokat jelzi, nem szolgál a cikkben szereplő információk forrásmegjelöléseként.
- Ez a szócikk részben vagy egészben  az   Elliptische Koordinaten című német Wikipédia-szócikk fordításán alapul.  Az eredeti cikk szerkesztőit annak laptörténete sorolja fel. Ez a jelzés csupán a megfogalmazás eredetét és a szerzői jogokat jelzi, nem szolgál a cikkben szereplő információk forrásmegjelöléseként.